# Алексис Колби
Алексис Карингтон Колби (енгл. Alexis Carrington Colby), девојачко Морел (енгл. Morell), претходно Декстер (енгл. Dexter) и Роуан (енгл. Rowan) је измишљени лик из америчке сапунице Династија. Она је главна негативка серије, бивша супруга Блејка Карингтона (Џон Форсајт), чије сплетке изазивају један проблем за другим њему и његовој деци.
Улогу је тумачила глумица Џоун Колинс, од друге сезоне серије. Алексис се такође накратко појављује у финалу прве сезоне, где јој лице није виђено и где није имала ниједну реченицу. Колинсова је остала у серији до њеног финала 1989. године и потом поново одиграла Алексис у мини-серији Династија: Поново на окупу из 1991. године. Лик се такође појављује у римејку серије, од 2018. године. Алексис је од њеног првог појављивања у 16. епизоди 1. сезоне, па до 15. епизоде 2. сезоне тумачила глумица Николет Шеридан, која је након тога напустила серију. Елизабет Гилис, која у серији тумачи лик Алексисине и Блејкове ћерке Фалон, одиграла је Алексис у 3 епизоде близу краја 2. сезоне. Елизабет Гилис као Алексис објашњена је тако што је Алексис урадила пластичну операцију након које је, сплетом околности, изгледала приближно као Фалон. У 3. сезони, улогу је преузела Елејн Хендрикс.
Алексисине сплетке да уништи бившег супруга Блејка, растави његов брак са Кристал (Линда Еванс) и контролише своју децу, заузимају велики део радње серије. Страствена и осветољубива, Алексис безгранично воли своју децу и урадиће све да их заштити, али често игнорише њихове потребе и жеље због онога што она мисли да је најбоље. Алексис се удавала још три пута, за Сесила Колбија, Декса Декстера и Шона Роуана. Двапут је остала удовица, прво након Сесилове смрти, а потом након Шонове. Њен брак са Дексом завршио се разводом, након што га је Алексис ухватила у кревету са својом ћерком Амандом. Презиме којим се Алексис служи највише у серији је Колби, упркос чињеници да је њен брак са Сесилом најкраћи од њена 4 брака. Алексис је у романтичној вези са више мушкараца током серије, а издвајају се нафташ Рашид Ахмед, тенисер и Кристалин бивши муж Марк Џенингс, Краљ Гален од Молдавије, тајкун Зек Пауерс, конгресмен Нил Маквејн, Блејков брат Бен Карингтон, Дирк и Гавин Морије и Сесилов брат Џејсон Колби.
ТВ Водич је Алексис рангирао 7. на њиховој листи „60 најопакијих зликоваца свих времена” из 2013, а Ролинг стоун 27. на њиховој листи „40 најбољих зликоваца свих времена” из 2016. године.

## Оригинална серија

### Развој
У финалу прве сезоне, „Сведочење”, Блејку Карингтону се суди за убиство, а појављује се мистериозни женски сведок са великим шеширом и велом преко лица. Писцима Ајлин и Роберту Полок, који су доведени за другу сезону, творци серије Ричард и Естер Шапиро рекли су да ће лик бити Блејкова бивша супруга Медлин, коју ће глумити Софија Лорен у четири до шест епизода. Полокови су је преименовали у Алексис, рекли су извршном продуценту Арону Спелингу да Софија Лорен није добар избор за ту улогу и упозорили га да „Ако се овог лика решите у четири епизоде, бацате стотине милиона долара.” Џоун Колинс је 2018. рекла да су поред Лоренове, продуценти желели и Елизабет Тејлор и Џесику Волтер. Према Колинсовој, „Чекали су Џесику до последњег тренутка, тако да ме нису изабрали све до две недеље пре него што смо почели са снимањем.”
Касније је Естер Шапиро рекла да је лик Алексис заснован на римској царици Ливији, како је описана у роману „Ја, Клаудије” из 1934. године. О стварању лика, Колинсова је рекла 2018: „Базирала сам је на свим бизнисменима које сам познавала, који су били без срца, заиста. Други део њеног мозга, гламурозни део са прекомерном одећом, базирала сам на једној од мојих најбољих пријатељица, Кепи Бадрут. Била је изузетно гламурозна и нажалост врло јадна. Али не мислим да је Алексис била јадна. Мислим да је уживала у свом животу и живела га у највећој мери.” Претходно је издвојила Доналда Трампа као инспирацију лика у интервјуу за Пи-Би-Ес из 2013. године.
Шапирова је 1985. рекла да су она и костимограф Нолан Милер „имали исту визију” за Алексис: Џоун Крафорд. Додала је: „Нолан је дизајнирао за Крафордову, а он ми је рекао да она има индекс фотографија сваког комада одеће који поседује. Све је било координирано: свака хаљина имала је свој посебни шешир, ташну, рукавице, ципеле и никад се није мењало. Џоун Крафорд никад није мешала и уклапала. Одлучили смо да направимо корак даље: Алексис никада не би носила исту ствар два пута. У ствари, нико из Династије не би.”

### Карактеризација
Лик Алексис је супарник за „добру девојку” Кристал (Линда Еванс), са супротним моралним ставом. Описана као „сплеткарош, немилосрдна и ужива у понижавању”, Алексис су критичари често називали „суперкучком” и „квинтесенцијалним ликом који волите да мрзите”. Вернон Скот из Сан Сентинел назвао је лик „сржи Династије”.
Године 2018. Колинсова је рекла да је изумела Алексисину позадину као социјалисту коју је Блејк отерао након што ју је ухватио у афери. Објаснила је: „Алексис је имала аферу зато што је Блејк све време био на својим нафтним постројењима. Била је млада и усамљена, а сада је желела да га победи у његовој игри. И успела је на много начина. Мислим да је то оно што је серију је учинио толико занимљивом и популарном.” Колинсова је 2017. изјавила:
Ушла сам у серију, речено ми је да је била неуспешна серија и да ће ускоро бити отказана, па су очекивали да ћу јој ја донети нешто што ће је учинити много занимљивијим гледаоцу. То је био изазов, а није нужно све било у писању. Али открила сам да је лик вишеслојан, а не само обичан стари равни тип кучке. Покушала сам да јој дам смисао за хумор, покушала сам да јој дам њену рањивост, јер ју је издао њен бивши супруг и цела породица и покушала сам да унесем друге димензије у лик.

### Појављивања
Иако се Меги Викман на крају последње епизоде прве сезоне накратко појавила као прикривени сведок изненађења, улогу Алексис је оригинално тумачила Џоун Колинс од прве епизоде друге сезоне. Колинсова је енглеска глумица са плодном филмском и телевизијском каријером, која је у том тренутку била најпознатија по појављивању у филму Бети Дејвис „Краљица девица” (1955) и филмовима попут „Земља фараона” (1955), „Пастув” (1978) и „Кучка” (1979).
Додатак Алексис, као и промена у писању сценарија, заслужни су за пораст гледаности Династије, а лик је „брзо покренуо мноштво женских имитација у другим сапуницама у ударном термину”. Продуцент Ај Дјук Винсент рекао је за Колинсову 2005. године: „Џоун Колинс је краљица архетипа ... Како сте то постигли? Очигледно је да ћете то схватити, али сама глумица, њена личност, донела је нешто тој улози што мислим да нико други није могао.” Спелинг је додао: „Нисмо писали Џоун Колинс. Она је играла Џоун Колинс ... Писали смо лик, али лик је могло да игра 50 људи, а 49 њих не би успело. Она је успела.” Колинсова је 2012. рекла да ју је изведба Ларија Хагмана у улози Џеј Ар Јуинга у серији Далас инспирисала да глуми Алексис.
Алексисине честе туче са Кристал (Линда Еванс) постале су жељно ишчекиване, а Алексис је касније имала сличне са Доминик Деверо (Дајен Керол) и Сејбел Колби (Стефани Бичам). Како је почела шеста сезона, Колинсова је била у напорним преговорима са продуцентима серије, тражећи повећање плате. Прва епизода шесте сезоне, која је уследила након „Молдавског масакра”, поново је написана без Алексис. Колинсова је добила повишицу, зарађујући 60 хиљада долара по епизоди, те се вратила у другу епизоду сезоне.
Гледаност Династије у наредним сезонама је опала. Доведен у деветој сезони, извршни продуцент Дејвид Полсен сазнао је да није остало новца у буџету ни за једно снимање изван студија, која је сматрао важним за серију. Надао се да ће смањити трошкове за сезону тако што ће, између осталог, смањити појављивање Колинсове са 22 епизоде на 11 (на крају се појавила у 13 епизода). У то време је Колинсова зарађивала најмање 100 хиљада долара по епизоди. Полсен је такође довео Стефани Бичам као њен лик Сејбел Колби из спин-оф серије Колбијеви, да игра насупрот Колинсовој. Финале девете сезоне завршило се са неколико ликова у смртној опасности, укључујући Алексис, која је са Дексом пала са балкона. Полсен је рекао да је то урађено „како би наредне сезоне могли да се отарасимо кога год желимо”. Додао је: „Мислим да је Џоун Колинс била љута јер је видела шта радим.” Колинсова је након тога на Канском филмском фестивалу изјавила да се неће вратити следеће сезоне. Међутим, у мају 1989, ново руководство мреже Еј-Би-Си отказало је Династију, оставивши недовршену последњу епизоду девете сезоне као финале серије. Већина чланова глумачке поставе, укључујући Колинсову, поново су се окупили 1991. у дводелној мини-серији Династија: Поново на окупу.

### Приче

#### Прва сезона
У последњој епизоди прве сезоне Династије, „Сведочење”, Блејку Карингтону се суди због убиства Теда Динарда, љубавника сина хомосексуалца, Стивена. Изненада се појављује жена са великим шеширом и велом преко лица, сведок оптужбе, а Блејк љутито пита свог адвоката: „Шта она ради овде?”. Блејкова ћерка Фалон при препознавању жене шокирано говори: „О, Боже, то је моја мајка.”

#### Друга сезона
Како друга сезона почиње епизодом „Улазак Алексис”, лик нема само лице, већ и име: Алексис Морел Карингтон. Блејк ју је протерао из Денвера након што је сазнао за њену аферу са управником имања Карингтон, Роџером Грајмсом. Њено сведочење, да Блејк има насилну нарав, показује се штетно за његов случај. Због свађе са оцем, Стивен се приклања мајци које се једва сећа, док је Фалон приклоњена Блејку и дуго је била љута на Алексис, што је још више подстакнуто њеним сведочењем.
Алексис убрзо распламса бес Блејкове супруге Кристал и безобразно се усели у колибу на имању Карингтон: њен бивши уметнички студио који још увек правно поседује. Особље превише добро памти прву госпођу Карингтон — посебно дугогодишњи мајордом Карингтонових, Џозеф Андерс. Изузетно одан Блејку, Џозеф има посебну одбојност према Алексис и годинама је пратио њене скандалозне авантуре кроз таблоиде. Фалон, иако није отворено непријатељски настројена, држи се ледене удаљености од Алексис. Стивен је очаран мајчином привидном преданошћу према њему. Алексис убрзо Стивену и Блејку открива да Фалон уопште није Блејкова ћерка, већ да је њен отац заправо Блејков дугогодишњи пријатељ и пословни ривал, Сесил Колби. На крају се ипак се испоставља да то није истина. Алексисина константна мешања и инструкције помажу побољшању Кристалиних односа са Фалон, Џозефом и остатком особља у домаћинству и убрзо је прихватају безусловно као Блејкову супругу. Алексис касније унајмљује приватног детектива да ископа мрачне тајне из Кристалине прошлости. Алексис и Кристал постају заклети непријатељи када Кристал одлази на јахање, а Алексис намерно испаљује метак из пушке да би коњ збацио тада трудну Кристал, која при паду са коња губи дете. Када Алексис сазна да је Стивенова супруга и Кристалина сестричина Семи Џо рекла Фалон да Блејк није њен отац, она јој нуди чек од 20 хиљада долара у замену да потпише изјаву у којој стоји да она и Стивен никада нису конзумирали свој брак како би он могао бити поништен. Семи Џо у почетку одбија да потпише, али на крају узима новац и одлази из Денвера. Алексис касније говори Стивену да јој је Семи Џо тражила новац. Алексис је ушла у романтичну везу са Сесилом, сада Блејковим противником, који је проси у претпоследњој епизоди сезоне, али има срчани удар док је био у кревету с њом у последњој епизоди сезоне.

#### Трећа сезона
Алексис и Сесил се венчавају његовој самрти у 3. епизоди сезоне, а Алексис обећава Сесилу да ће користити његову компанију Колбико (коју је наследила) да уништи Блејка. Две епизоде пре тога, након што је њихов тек рођени унук Ел Би Колби (син Фалон и Џефа Колбија) отет, бивши супружници Блејк и Алексис снимају телевизијску молбу да се он врати. Алексис признаје мрачну тајну из своје прошлости: њихов прворођени син Адам киднапован је као беба и никада није враћен. Трауматизовани догађајем, сакрили су његово постојање од своје следеће деце, Фалон и Стивена. У међувремену, у Билингсу, Монтана, стара жена по имену Кејт Торенс на самрти говори свом унуку Мајклу да је он заправо наследник Карингтонових. Са предметима из колица за бебе Адама Карингтона, адвокат „Мајкл” долази у Денвер и на крају је прихваћен као Карингтон, али попут Алексис, његова себичност, похлепа и амбиција довели су га у сукоб са свим члановима породице.
У епизоди 5, Алексис даје Адаму посао у Колбико и коначно упознаје Кристалиног бившег супруга Марка Џенингса, за ког је сазнала да је законски још увек у браку са Кристал. У 7. епизоди, након што Алексис запосли и Фалониног мужа Џефа, Адам је љубоморан. Откривајући своју презирну природу, Адам је Џефову канцеларију офарбао отровном бојом. Постепено, Џефово понашање постаје све горе. На отварању Фалониног хотела, Алексис је спавала са Нилом Маквејном како би саботирала његов договор са Блејком. У 12. епизоди, Алексис коначно заводи Марка и убеђује га да остане у Денверу, у жељи да уништи Кристал, а у 13. епизоди се такмичи са Блејком око старатељства над Семи Џоиним и Стивеновим сином Денијем. У епизоди 14, Алексис шаље Џефа на одмор. Схвативши да ће се Џеф опоравити када не удише отровне паре сваки дан, Адам све признаје Алексис, која наређује му да уклони боју из Џефове канцеларије. Адам упозорава своју мајку да ће је, ако га она изда, имплицирати у сплетку, пошто је Алексис искористила Џефово лоше здравље да га натера на потписивање уговора којим јој он преписује деонице његовог сина у Денвер-Карингтону. У 16. епизоди је преузела контролу над Денвер-Карингтоном. У 22. епизоди, Алексис је саботирала Кристалину вечеру која је за циљ имала да помири Блејка и Стивена и након што је сазнала да је и Фалон имала аферу са Марком, говори јој све и слама је. Након што јој је Фалон рекла да јој је Кристал дража као мајка, Алексис и Кристал су се потукле. У претпоследњој епизоди, Алексис успева да уништи каријеру Нила Маквејна, тиме што даје штампи његове мрачне тајне, како би му се осветила што је ипак помогао Блејку. У последњој епизоди, Алексис закључава Кристал у колибу и нуди јој милион долара да остави Блејка и нестане. У међувремену, неко запали колибу док су Алексис и Кристал заробљене унутра.

#### Четврта сезона
Марк је спасио Алексис и Кристал из пожара. У болници, мајордом Џозеф Андерс покушава да убије Алексис, али на крају изврши самоубиство. У епизоди 5, Алексис сазнаје да Фалон истражује Џефову мистериозну болест и упозорава Адама да ако Фалон сазна истину, мораће да се сналази сам. Адам због тога превари Алексис да потпише папире због којих изгледа као да је она наредила да се Џефова канцеларија офарба и тако јој смешта злочин. Алексис путује у Монтану како би истражила порекло свог сина и од доктора Едвардса сазнаје да је Адам експериментисао са дрогом као тинејџер и доживео психотични слом. У овом тренутку постаје симпатичнија према Адаму, осећајући се кривом што су се пре толико година одрекли потраге за изгубљеним сином, осуђујући га на тако трагичан живот. Како не жели да његова прошла зависност о дрогама буде опште позната, Алексис је поднела оставку да трпи последице својих поступака. Стога се одрекла своје контроле над Денвер-Карингтоном.
Касније, Алексис улази у везу са Дексом Декстером, сином Сема Декстера, члана одбора Денвер-Карингтона. Декса је послао његов отац да сазна зашто је Колбико нагло одустао од својих планова за куповину Денвер-Карингтона. У епизоди 8, Декс се сукобљава са Блејком и Алексис. Декс и Алексис се одмах допадају једно другом. Декс добија најбоље од Алексис у пословном споразуму (открива информације у њеној канцеларији и узима их пре ње) и нуди јој поделу од 60-40 како би могли да раде заједно. Иако се Алексис опире, до епизоде 11 они постају љубавници. Њихова веза је бурна и страствена. У епизоди 19, Алексис покушава да спречи Адамов и Кирбин брак. У епизоди 22, Декс сазнаје да је Алексис спавала са Рашидом Ахмедом како би саботирала његов и Блејков уговор. Бесни Декс суочава се са Алексис. Она га удари и на њен шок, он јој узвраћа. Њихова борба убрзо се претвара у вођење љубави. Међутим, Алексис и даље тражи независност од Декса и он одлази код ПР директорке Денвер-Карингтона Трејси Кендал, ради утехе у виду везе за једну ноћ. Трејси говори Алексис о њиховој вези, а Алексис прекида са Дексом. Марк покушава да уцени Алексис сазнањем о случају са Ахмедом. У епизоди 25, Марк је нађен мртав у подножју Алексисине зграде, а у епизоди 27, последњој епизоди сезоне, Алексис је ухапшена под сумњом да га је убила.

#### Пета сезона
Декс плаћа откупнину и успева да извуче Алексис из затвора. Блејк узима хипотеку на дворац како би помогао у финансирању његове стратегије за помоћ Денвер-Карингтоновом опоравку, али Алексис смишља план и потајно улаже новац како би стекла предност над њим. Алексисино суђење за убиство Марка Џенингса почиње у епизоди 5 и проглашена је кривом након што је Стивен сведочио против ње, рекавши да ју је видео са Џенингсом на балкону њеног стана, ноћи када је преминуо. Декс и Адам на крају проналазе доказе да је Нил Маквејн убио Џенингса, прерушен у Алексис, како би јој сместио и осветио јој се. Алексис је ослобођена.
Убрзо након тога, на Алексисином прагу појављује се млада жена по имену Аманда Бедфорд, њена ћерка, а како се вести о њој шире, Блејк се посебно занима. Убрзо сазнаје да је Алексис била трудна када ју је протерао из Денвера и да је дала Аманду као бебу својој сестри од тетке Розалинд, која ју је одгајала са својим супругом, не говорећи јој истину да јој је заправо Алексис мајка. Иако Алексис инсистира на томе да је Амандин отац учитељ скијања са којим је била у вези, на крају се открива да је она заиста Блејкова ћерка.
У епизоди 13, Алексис се нуди да купи Доминикине акције у Денвер-Карингтону. У епизоди 17, Алексис покушава преузети Доминикину компанију како би је могла уцењивати да се одрекне својих 40% Денвер-Карингтона и наследства Тома Карингтона. Алексис купује 25% закупа у Јужном кинеском мору које је Блејк био принуђен ставити на аукцију у епизоди 19. У следећој епизоди, Алексис сазнаје да Доминик инсистира на непријатељском преузимању Колбика као контранапад против Алексис која покушава да преузме њену компанију. Доминикин бивши супруг Брејди Лојд одбија да прода Алексис своје акције у Доминикиној компанији и тиме ефективно зауставља преузимање.
Несвесна кратке афере коју је Аманда имала са Дексом када су се нашли заједно у забаченој кабини током снежне мећаве, Алексис пристаје да се уда за Декса и пошто он жали због свог поступка, њих двоје се венчавају у 12. епизоди. Касније Алексис постаје сумњива и покушава да Аманду удаљи од Декса удајом за принца Мајкла од Молдавије, сина краља Галена којег је познавала пре много година. Међутим, током венчања које се одржава у финалу сезоне, у 29. епизоди „Краљевско венчање”, терористи прекидају церемонију у покушају да убију Галена и поспу капелу кишом метака, остављајући да сви гости изгледају мртви.

#### Шеста сезона
Алексис преживљава масакр на венчању, као и већина сватова, али је затворена јер побуњеници желе да потпишу уговор са Колбико. На крају је ослобођена када Блејк плати откупнину за њу и за Кристал, која је такође била затворена. Краља Галена нигде нема и претпоставља се да је мртав, међутим, Алексис сазнаје да га држе због откупнине. Декс пристаје да јој помогне да спаси краља. Они се ушуњају у Молдавију, где Алексис поново бива заробљена. У епизоди 8, Декс бежи и спашава Алексис и Галена. По повратку у Денвер, Декс одбија да дозволи парализованом Галену да се опоравља у њиховој кући. Декс сумња да се Гален претвара да је парализован, што је тачно и покушава га натерати да хода. Кад Алексис стане на Галенову страну, Декс се окреће Аманди. Када Декс ухвати Алексис како машта да је краљица Молдавије у епизоди 18, он је сломљен. Аманда проналази пијаног Декса и они поново воде љубав, али их Алексис ухвати на делу у епизоди 19. Алексис и Декс се одмах разводе.
У међувремену, Алексисина млађа сестра Касандра Морел ослобођена је из венецуеланског затвора, након што је затворена пре доста времена, због инцидента у којем су учествовали Алексис и њен тадашњи љубавник, Зак Пауерс. Називајући себе Карес, Касандра долази у Денвер и нада се да ће се обогатити пишући књигу о Алексис, откривајући најмрачније тајне своје сестре. Алексис сазна за књигу, потајно купује издавачку кућу и зауставља пројекат.
У епизоди 20, Алексис схвата како жели Блејка поново у свом животу. Када он одбије везу са њом, она одлучује да га уништи заувек. Лети у Аустралију и подстиче Блејковог брата Бена да се врати у Денвер и затражи свој део имања свог покојног оца. Алексис лажно сведочи и помаже Бену да победи Блејка током суђења у епизоди 25. Желећи освету, Блејк ставља хипотеку на имање и држи се наде да ће стећи контролу над Колбико. Након бројних Алексисиних сплетки, он губи и имање и поседе, као и своју уносну закупнину нафте у Јужном кинеском мору. У финалу сезоне, Алексис обавештава Блејка да је купила његову кућу. Бесан, зграби је за врат и почиње да је дави.

#### Седма сезона
Алексис је спасена када Кристал одвуче Блејка од ње. Убрзо, она и Бен избацују Блејка и Кристал из дворца и усељавају се. У првој епизоди, Алексис купује новинску компанију која издаје новине „Огледало Денвера”. Ожалошћени мушкарац који је изгубио жену у пожару у хотелу Ла Мираж оптужује Блејка за убиство и Алексис ставља причу на насловну страну. Убрзо, Алексис покушава да отпужи Блејка за подметање пожара. Након куповине коначног износа потребних акција, Алексис стиче контролни удео у Денвер-Карингтону. У епизоди 6, Алексис се напокон уморила од Бенових трикова и раскинула све везе с њим. Они тад постају непријатељи. У епизоди 11, уз помоћ Емили Фалмонт, Блејк је успео да докаже да су Алексис и Бен лажно сведочили и успева да поврати дворац, фирму и закупе у Јужном кинеском мору.
У епизоди 9, Алексис је истраживала о Мајклу и када се суочила са њим испред Аманде, у вези његових мутних послова, Аманда раскида са Мајклом. Касније, Мајкл прилази Алексис са пословним понудом. Алексис пристаје, али само под условом да Мајкл тужи Блејка за 50 милиона долара због тога што је Блејк угасио пројекат кратера. У епизоди 12, када Бен покушава да искористи Алексисин страх да ће бити враћена у затвор против ње, Алексис наређује Адаму да оде у Аустралију и пронађе нешто прљаво о Бену и Адам доводи његову ћерку, Лесли. У епизоди 13, Блејк, Алексис и Бен су у Хонг Конгу у посети нафтној инсталацији, која се запали. Бен спашава заробљеног Блејка неколико тренутака пре него што инсталација експлодира. Блејк се буди у болници без сећања на последњих 25 година и Алексис то користи како би га убедила да су још увек у срећном браку, али када их Кристал пронађе, Блејкова сећања се враћају. У последњој епизоди сезоне, Дирк и Гавин Морије се боре око Алексис. Касније, Декс љутито говори Алексис да је њен живот празан. Потресена Алексис улази у аутомобил и током вожње пада преко моста.

#### Осма сезона
Згодни странац спашава Алексис од утапања у реци. У 2. епизоди, Алексис унајмљује Моргана Хеса да истражи о њеном мистериозном спасиоцу. У епизоди 3, она сазнаје да је то био Шон Роуан и они се убрзо зближавају. У епизоди 5, Алексис му нуди посао након што он каже да напушта Денвер. У 7. епизоди, Алексис и Шон одлазе у Мексико, где је Шон проси. Шон је заправо син Џозефа Андерса, покојног мајордома Карингтонових и одлучан је да се освети за самоубиство свог оца и силовање своје сестре Кирби, коју је Алексисин син Адам силовао. Он криви Алексис за смрт свог оца и обећава да ће срушити њу и њену породицу користећи свој утицај на њу да окрене чланове породице једне против других.
Очекујући одазив утицајних људи који су утицали на Блејкову кампању, Алексис припрема посебно изненађење које ће ометати његове политичке циљеве. У епизоди 10, Алексис и Шон оркестрирају јавно приказивање видеa на којем се види како Блејк често иде у бордел. Како је Алексис преокупирана Блејковом кампањом, Шон започиње аферу са Лесли Карингтон. Откривајући нови начин за уништавање Блејкове кампање, Алексис сазива касну ноћну конференцију за штампу и проглашава се независним кандидатом за гувернера Колорада.
У епизоди 13, Алексис тражи од Шона да преузме управљање Колбиком како би се она могла концентрисати на изборе. На изборној расправи у 15. епизоди, Шон случајно упуца Алексис метком који је био намењен Блејку. Убрзо, Алексис сазнаје за Шонову и Леслину аферу, као и Шонов прави идентитет. У последњој епизоди сезоне и Блејк и Алексис губе на изборима. Шон држи Алексис на нишану у њеном стану, а када Декс стигне, он и Шон се потуку и приликом туче, пиштољ опали и убија Шона.

#### Девета сезона
На дну језера на поседу Карингтонових пронађено је тело. Испоставља се да је то тело Роџера Грајмса, човека са којим је Алексис спавала када су се она и Блејк развели. Био је мртав 20 година, али хладне температуре у језеру су му сачувале тело. На крају се открива да је осмогодишња Фалон упуцала Грајмса након што га је нашла како туче Алексис, а Блејков покојни отац сакрио је тело у руднику испод језера како би заштитио Фалон. Роџерово тело је скинуо са скровишта човек који је тражио благо сакривено у руднику на имању. Мушкарца је унајмила Алексисина сестра од тетке Сејбел Колби која је тражила неке срамотне информације о свом бившем мужу Џејсону. Међутим, Сејбел није дошла у Денвер због освете само Џејсону, већ и Алексис, која ју је издала неколико пута у прошлости.
У другој епизоди, након што Декс изрази своју неспремност да помогне Алексис да ојача своју империју, она користи предности Сејбелиног неочекиваног повратка и свог политичког и финансијски имућног пријатеља Хамилтона Стоуна. Алексис наговара Стоуна да јој помогне да врати бродове из западне Африке, док Сејбел размишља о томе како може имати користи од њиховог односа у вези. У епизоди 7, Алексис је огорчена својим открићем да је Хамилтон Стоун извукао само два њена брода из западне Африке. Сазнавши за Алексисину освету Блејку, Кристал провали у њен стан и прети јој да ће своју недавну менталну болест искористити као оправдан изговор да је убије ако реализује своје планове да оптужи Блејка за убиство Роџера Гримса. У епизоди 11, Сејбел терорише Алексис вешћу да је прекинула сав њен посао у западаној Африци и стекла власништво над њеним танкерима. У епизоди 12, Алексис унајмљује Креја Бојда да их потопи.
У епизоди 18, Сејбел је уз помоћ своје ћерке Монике тужила Алексис како би преузела Колбико. У епизоди 19, сазнавши да Алексис даје своје слике на процену, Сејбел убеђује процениоца да каже Алексис да је слика бескорисна. У епизоди 21, Алексис открива Моники истину да Џејсон није њен отац због чега се Алексис и Сејбел потуку. У епизоди 22, последњој епизоди серије, у хотелу Карлтон, Декс се суочава са Сејбел и Алекис због тога што су га обе искористиле и одбациле. Алексис и Адам исмејавају Декса због новости о Сејбелиној трудноћи, због чега је Декс у фрустрацији гурнуо Адама на под. Кад му је Декс окренуо леђа, Адам је појурио ка њему и гурнуо га са терасе, међутим гурнуо га је преко Алексис која пада са њим преко ограде терасе.

#### Династија: Поново на окупу
Две године након несреће у Карлтону, Алексис (која је успела да се окрене у ваздуху и падне преко Декса, који „није добро прошао”) улаже у модну кућу Арлена Маршала. Она упознаје Џеремија ван Дорна, шефа Транс-Медија рилејшонс, који је убеђује да би требало да преиначе пословање. Међутим, Џереми заправо ради за међународни конзорцијум који жели да преузме Колбико и Денвер-Карингтон. Кад Алексис сазна истину и жели да прекине њихово партнерство, Џереми је покушава убити, али Адам је спашава у последњи тренутак. На крају, Алексис долази на породичну прославу коју је организовала Кристал.

### Утицај
Додатак Колинсове у улози Алексис и „сјајан тим за писање” Ајлин и Роберт Мејсон Полок, генерално су заслужни за пораст Династије у Нилсеновим рејтинзима у њеној другој сезони, „почетак успона серије на 1. место”. Колинсина изведба „покренула је мноштво женских имитација у другим сапуницама у ударном термину.“
Године 2002, ТВ Водич рангирао је Алексис на 40. место листе „50 најбољих телевизијских ликова свих времена”. Исти часопис ју је рангирао 7. на листи „60 најопакијих зликоваца свих времена” из 2013, а Ролинг стоун 27. на њиховој листи „40 најбољих зликоваца свих времена” из 2016. године. Године 2015, извршни продуцент Ли Данијелс напоменуо је да је лик Куки Лајон из серије Империја, који је тумачила Тараџи Пенда Хенсон, делом базиран на Алексис. Више новинара поредило је Куки и Алексис.

### Награде и номинације
Колинсова је номинована за награду Златни глобус за најбољу глумицу у телевизијској драмској серији сваке године од 1981. до 1986, победивши 1982. Номинована је за награду Еми за најбољу главну глумицу у драмској серији 1984. године. Године 1985. Колинсова је са Линдом Еванс делила награду за омиљеног женског ТВ извођача по избору гледалаца. Освојила је награду Soap Opera Digest за најбољег зликовца 1984. и 1985. године.

## Римејк

### Развој
Римејк серија је премијерно емитована 11. октобра 2017. године на мрежи Си-Даблју. Извршна продуценткиња Сали Патрик је у августу 2017. изјавила да ће се Алексис појавити током прве сезоне, али да још није изабрана глумица која ће је тумачити. Касније је рекла: „Знали смо да Алексис долази још пре него што смо кренули да снимамо пилот епизоду, што нам је омогућило да утремо пут за њу ... Кроз сезону, чујемо Блејкова, Фалонина и Стивенова сећања о жени која је напустила њихову породицу. Тако да до тренутка када Алексис уђе у серију, имамо очекивања о њеном лику — које ће она радо оповргнути.” Лик је имао камео појављивање у пилот епизоди серије, виђен накратко у секвенци присећања. Патрикова је у септембру 2017. године рекла:
Свакако има скривених изненађења пре њеног великог уласка. Оно што волимо је што знамо када она долази. Нисам сигурна да су знали време за њу [у оригиналној Династији], тако да је она заиста била одсутна током прве године. Када се појавила, био је то огроман преокрет и велико изненађење. Пошто живимо у свету који већ зна за Алексис и зна за Џоун Колинс, мислили смо да би било забавно изградити тај диван лик пре њеног великог уласка. Можемо је увести само једном, тако да користимо време да то схватимо.
Улогу је добила глумица Николет Шеридан у новембру 2017. године. Шериданова, најпознатија по улогама Пејџ Метсон у Knots Landing и Иди Брит у Очајне домаћице, била је одсутна са телевизије од 2009. године, када је њен лик у Очајним домаћицама убијен. Шериданова је изјавила како никада није гледала оригиналну Династију. Председник Си-Даблју, Марк Педовиц, који је био председник Еј-Би-Си студиос у време кад су Очајне домаћице снимане, лично је позвао Шериданову на кастинг. Рекао је: „Од давнина сам велики обожавалац Николет. Желела је то и биће сјајна у томе.” Шериданова је рекла о улози: „Мислила сам да је [Династија] тако забаван и снажан повратак. То је била права ствар у право време.” Шериданова је признала: „Увек ме је привлачило играње несташне девојке. И из неког разлога, моја публика воли да ме види у тој улози. Изазовно је учинити ту особу допадљивом, а ја ћу то поново учинити [са Алексис].” Педовиц је у јануару 2018. рекао: „Разочаран сам рејтинзима, желео сам да учини више, али задовољан сам продукцијским вредностима које Џош, Стеф и Сали раде. Долазе промене, одушевљен сам што имамо Николет [Шеридан] ... Радујем се што Николет и Лиз [Елизабет Гилис] заиста то схватају као ситуацију мајка-ћерка, и мислим да ће то додати сочност серији.”
У саопштењу за штампу, објављено је да ће се лик „вратити неочекивано ... изазивајући Блејков брак са Кристал, тражећи поновно успостављање односа са својом децом и борећи се да докаже шта је њено.” Алексис се први пут појављује у епизоди 16, „Јадна мала богаташица”1x16, 23. марта 2018. године. Патрикова је рекла:
Пронашли смо сопствени начин да одамо почаст Алексисином оригиналном уласку и тој феноменалној одећи. Баш као у оригиналној серији, Алексис ће пољуљати познату динамику и прети односима Блејка и Кристал, Блејка и Фалон, чак и Фалон и Стивена. И док она каже да се вратила због своје деце, са Алексис се увек морате питати да ли је оно што каже истина.
Педовиц је касније рекао: „Николет је била сјајан додатак. Она је ометајућа сила, она је та дива.”
Си-Даблју је 25. фебруара 2019. године објавио да Шериданова напушта серију, како би се фокусирала на „неке личне породичне одговорности”. Шериданова је у сопственом саопштењу рекла да је напустила серију како би провела више времена са својом смртно болесном мајком у Лос Анђелесу. Последњи пут се појавила у епизоди „Мајчинска прекомерна заштита”, 22. марта 2019. године.
Елизабет Гилис, која је већ тумачила лик Фалон Карингтон, преузела је улогу након одласка Шериданове, близу краја друге сезоне и играла је Алексис у укупно три епизоде. У причи, Алексисин син Адам (Сем Андервуд), жељан освете, гурне Алексисино лице у камин и потом организује да пластични хирург учини да изгледа као Фалон. Гилисина изведба, олакшана протетиком, била је привремена замена, како би продуценти имали времена да пронађу погодну замену за Шериданову. Патрикова је објаснила да је вест о одласку Шериданове била изненадна, али продуценти нису желели да пожуре са заменом и „компромитују интегритет процеса бирања глумаца.” Рекла је: „Имамо невероватну поставу и желели смо да додамо некога њиховог калибра тој улози. Хтели смо да искористимо колико год времена је потребно за то.” Патрикова је додала: „У духу оригиналне Династије, изабрали смо највећи могући преокрет као омаж заменама глумаца и двојницима које су имали у оригиналној серији.” Гилисова је рекла:
Одувек сам волела лик Алексис, чак и из оригиналне Династије. Ја сам огромни обожавалац Џоун Колинс и оно што је Николет урадила са улогом је предивно. Учинила ју је својом и тако је развила следеће издање својом верзијом Алексис. Кад су ми то представили, мислила сам да је то лудост, али волим изазове ... Шта год да сам урадила, заиста сам одавала почаст лику који је Николет изградила и наставила причу коју је она оставила. Дала сам све од себе да утеловим све што је она изградила са ликом ... Било је прилично узбудљиво. Била сам поласкана што су ме питали, а надам се да када фанови виде више, прихватиће то. Све је у доброј забави.
Гилисова је о Шеридановој рекла: „Она има врло специфичну каденцу у свом говору, начин причања за који ми је било потребно да се уверим да ли је добар ... Надам се да ће јој се свидети. Заиста сам се трудила да пружим све од себе.” Гилисова је приметила: „Грант Шоу ме није могао ни погледати ... било му је веома мучно и непријатно. Вероватно ми је то била омиљена од свих сцена које сам снимила [као Алексис]. Тако је смешан и озбиљан у својој изведби, јер му заиста јесте тако непријатно.” Гилисова је објаснила да је направљен њен лајфкаст да би се створила протетика, за коју јој је било потребно 5 сати да у њу уђе, а око 45 минута да из ње изађе. Иако је Гилисова рекла да је уживала у двострукој улози и да би то урадила поново ако је питају, она и Патрикова су се сложиле да је „продукцијски, то изазовно.”
Рид Гоуденс из Hidden Remote рекао је: „Сјајна имитација Николет Шеридан Елизабет Гилис је вредна Емија.” Анди Свифт из TVLine назвао је Гилисино тумачење Алексис „изведбом живота.”
У октобру 2019. године, нови продуцент серије, Џош Рајмс, рекао је: „Очигледно је она Алексис, а ово Династија, тако да мислим да би се могла појавити кад-тад.” Убрзо, објављено је да је улогу Алексис преузела Елејн Хендрикс, која ће се појављивати као главни лик. Си-Даблју је напоменуо да „Алексис се враћа у Атланту, са новим изгледом, новим мушкарцем и много ствари да среди.” О Хендриксовој, колега Адам Хубер, који тумачи Лијама Ридлија, рекао је: „Она доноси нову енергију [улози], узбуђена је што ће оживети овај лик и учинити га својим, а не наставити оно што је урадила Николет [Шеридан] или што су радили глумци у оригиналу.” Хендриксова се први пут појавила као Алексис у 8. епизоди 3. сезоне, „Сензационално суђење Блејку Карингтону”, која је емитована 6. децембра 2019. године. Рекла је: „[Продуценти] су ме охрабрили да је учиним својом, а то сам и урадила”, описујући своју изведбу као „присећање на оригиналну Династију, истовремено поштујући тон онога што се догађа сада.” Додала је: „Једноставно сам спремна да будем немилосрдна ... Спремна сам да све спалим.”

### Карактеризација
Шериданова је Алексис назвала „силом коју треба узети у обзир”, објашњавајући да је она „компликована особа коју покрећу моћ, новац и дихотомија неодољиве жеље да заштити своју децу. Вратила се да поново успостави однос са својом децом и да им помогне да нађу нови пут”. Такође је рекла да је Алексис „заиста мајка пуна љубави”, мада „понекад се мало изгуби у својој потрази за моћи или манипулисањем”. О Фалон је приметила: „Фалон Карингтон је неустрашива, а по повратку маме, она среће противника достојног себе. Алексис има искуство и мудрост који долазе са годинама. Тако сјајна колико и њена ћерка, сада је у проблемима. [Писци] заиста истражују везу мајка-ћерка, што је за мене најсложенији однос на планети, тако да волим то.” Патрикова је рекла: „Било је сјајно писати за Алексис, која је у нашој верзији део Милдред Пирс (вољна да учини све да помогне својој ћерки), део Несрећна Џасмин (заблуда на ивици нервног слома), а Николет је савршена за улогу. Кад иде лице у лице с Фалон, то је електрично.” О односу свог лика и њеног бившег супруга Блејка, Шериданова је рекла: „Они су заиста били сродне душе у једном тренутку, али је њихова веза била бременита. Имају врло бурну динамику, што говори о страсти која још увек постоји”.
Хендриксова је о Алексис рекла: „Заиста размишљам о томе што покреће Алекис. Она је преживљавач и воли своју децу. Са та два елемента сама, учиниће било шта било коме у било ком тренутку.” Објашњавајући Алексисин изненадни брак са Џефом Колбијем, рекла је: „Показују свету да се воле, али наравно да им нико не верује. Лично, мислим да јој је заиста стало до Џефа.” С обзиром на то да се у оригиналној серији Алексис удаје за имућног Сесила Колбија, али он убрзо умре, Хендриксова је рекла: „Волим Сема Ејдџока, тако да се заиста надам да се Џефу то неће догодити.” На крају треће сезоне, Џеф тражи развод од Алексис, али му она признаје да гаји осећања према њему и нада се да је то обострано. Рајмс је објаснио Алексисино признање: „Оно је искрено. Она није ушла у тај брак очекујући да ће јој се Џеф свиђати. То је био само пословни договор, али она, као што је рекла, воли да је госпођа Колби. Она је развила осећања према њему, а када угледа Џефа у кревету са Миом, то је погађа јаче него што је очекивала”.

### Приче

#### Прва сезона
У епизоди „Јадна мала богаташица”, на сахрани Блејковог оца Томаса појављује се жена коју Фалон препознаје као своју мајку, Алексис. У епизоди „Улазак Алексис”, Карингтонови су шокирани када су открили да је Томас оставио имање Алексис. Блејк обећава да ће поништити кодицил на Томасовом тестаменту, док Фалон врши увертире да се повеже са својом мајком. Оптужена да је напустила своју децу, Алексис говори Фалон да је Блејк подмитио судију да добије старатељство и прогнао је, што Кристал потврђује. Фалон убрзо открива да Алексис у иностранству не живи луксузно, већ је смештена у приколици и да је остала у контакту са Стивеном. Љута Фалон се суочава с Алексис и током туче упадају у базен. Подмићивањем, Фалон осигурава да се кодицил не важи, али Алексис открива да правно поседује свој бивши уметнички студио и усељава се. Њен поновни утицај на кућно особље покренуо је Блејка да им изда ултиматум. Верујући да је Стивенов нови вереник Сем Џоунс лоша прилика за њеног сина, Алексис покушава да оптужи Сема за крађу у епизоди „Не варај преваранта”. Фалон спречава њен план, а Сем јој помаже у плану да Стивену разоткрије Алексисине сплетке. Фалон манипулише Алексис да призна, али Стивен је више љут на Фалон због угрожавања Сема. Уплакана Алексис признаје Стивену да је потрошила сав свој новац покушавајући да нађе њеног и Блејковог отетог првог сина, Адама. Сумњајући у Фалониног лажног супруга Лијама Ридлија, Алексис покушава да растави њега и Фалон у епизоди „Користи или буди коришћен”. Алексис открива Фалон да је Лијам заправо новинар Џек Лауден који пише чланак о породици, па Фалон прекида контакт са њим. Алексис је у „Веза из прошлости” предала штампи тајне информације о могућој умешаности Карингтон Антлантика у скандал. Док Алексис и Џеф разговарају о Блејковој дугогодишњој љутњи према Колбијевима, она му говори да је он заправо Карингтон. У епизоди „Прљава мала дроља”, Стивен проналази свог давно изгубљеног старијег брата Адама, сада познатог као Хенк Саливан. У ствари, Хенк је Алексисин љубавник и кључни део њеног мастер плана да преузме Карингтон Атлантик од Блејка. Ствари крећу наопако у епизоди „У задњи час” када Фалон неочекивано буде унапређена у извршног директора компаније, а Алексис губи утицај на Џефа и Монику, који су одлучни да узму од Карингтонових оно што сматрају да им се дугује. За време венчања Стивена и Сема, Алексис се потуче са Кристал, која је открила истину о Хенку. Како би купила време, Алексис закључава Кристал у коњушници и охрабрује Хенка да побегне. Касније се коњушнице запале са Карингтоновима заробљенима унутра. Иако их је Мајкл спасио, Алексис трчи на спрат како би спасила Кристал.

#### Друга сезона
У првој епизоди, Алексис се враћа у вилу након вишемесечног боравка у болници због удисања дима. Хенк открива да је започео пожар и прети да ће отићи у полицију због Алексисине подвале ако му она не плати милион долара. Након што се Алексис жестоко свађа с Блејком око новца, они имају секс. У епизоди „Брод змија”, Алексис се удружује са Семом како би утврдила да ли је Мелиса Данијелс заиста трудна. Алексис даје Хенку слику коју ће користити као обезбеђење док му не нађе дуговани новац. У епизоди „Батлер је крив”, Алексис и Андерс откривају да су имали аферу из које се изродио Стивен. Фалон избацује Алексис из имања у епизоди „Пахуљице у паклу”, а она и Стивен прекидају све везе са мајком. Алексис прати Карингтонове до Парагваја како би поправила своју везу са Стивеном, који заузврат убеди Фалон да опрости Алексис. У епизоди „Краљица пехара”, Хенк почиње да постаје нестрпљив према Алексис, која се такмичи са Кристал Џенингс око Блејкове наклоности. Видовњакиња предвиђа да ће се Алексис поново удати, али да ће тај човек умрети. Алексис тумачи да ће то бити Блејк. У епизоди „Вештица”, Алексис саботира Блејкове и Кристалине планове путовања за Дан захвалности. У Фалониној Чаробњак из Оза фантазији, Алексис се појављује као Добра вештица севера, а касније Фалон јој даје чек како би јој помогла да поново састави свој живот. Алексис даје чек Хенку и тиме је званично отплатила свој дуг према њему. Пре одласка, међутим, Хенк оставља Алексис Клаудијину бебу. Божићни украси почињу да се стављају око дворца у епизоди „Привремена зараза”, тако да Алексис сакрива бебу у приказу Исусовог рођења, како би је Сем открио. Алексис се враћа у обновљену коњушницу, али њен рат са Кристал достиже нове висине јер обе планирају да отерају своју супарницу са имања. У том процесу, Кристал открива да Алексис поседује бебу Исуса са призоришта рођења, што указује да она о тајанственој беби зна више него што је открила. Касније, Фалон укључује Алексис у планирање свог венчања, али убрзо открива да њена мајка има прикривене мотиве. У замену за наговарање Фалон да одустане од Лабудове куће за место венчања, Мими Роуз Прескот обећала је Алекис место у друштву за очување „Дрво брескве”. То доводи до сукоба између мајке и ћерке, а Фалон одлучује да не позове Алексис на своје венчање. Да би поправила ствари са Фалон, Алексис је прегазила Мими својим аутомобилом како би осигурала да венчање неће бити истог дана као Фалонино, остављајући тако Лабудову кућу на располагању. Фалон опрашта Алексис и поново јој шаље позивницу, иако је сада одлучила да венчање буде у дворцу Карингтонових. У епизоди „Лудача”, након што је беба Ел Би Колби киднапован, Алексис и Блејк праве јавну молбу како би помогли у проналажењу свог „унука”. Касније, Алексис убеди Хенкову бившу саучесницу, ментално нестабилну Клаудију Блејздел, да је он плод њене маште како би се осигурала ћутњу у вези са својим криминалним активностима.
У потрази за сврхом, Алексис покушава да прода једну од својих слика на гала свечаности за Стивенову фондацију у епизоди „Атмосфера уз шампањац”. Мање је одушевљена када чује да је Кристал трудна. Алексис се осећа тужно, нежељено и замењеном од стране Кристал у епизоди „Призор”, и прави планове како да отера Кристал једном заувек. Алексис открива да Кристал није сигурна које отац њеног нерођеног детета у епизоди „Прљаве игре” и брине се да Блејк то не сазна. Касније, како би још више закувала ситуацију, она позива Кристалиног бившег супруга Марка Џенингса у дворац. У епизоди „Чак и црви могу да се размножавају”, Алексис покушава да манипулише Марковим нерешеним осећањима према Кристал како би га окренула против Блејка. Кристал се суочава са Алексис након што добија резултате ДНК теста, потврдивши да је дете Блејково, инсистирајући на томе да Алексисино време у дворцу завршено. То шаље Алексис преко ивице, након што се напије и припрема за самоубиство код коњушнице. Спремна да пуца у себе, Алексис је угледала Кристал и Марка како јашу коње у даљини и пуцала из пиштоља у њих. Марк је убијен, а Кристал је коњ збацио и вукао по земљи. Док полиција истражује инцидент у епизоди „Париска легенда каже...”, Алексис теши Кристал и смешта злочин Блејковом плаћеном убици Меку. Прави Адам Карингтон стиже у дворац у епизоди „Мајчинска прекомерна заштита”, шаљући Алексис у панику. Она одбацује Адамове тврдње и тврди да је Хенк њен син. Када Адам прође ДНК тест, суочава се са Алексис, знајући шта је она учинила и она се са жалошћу извињава. Адам се претвара да јој је опростио, али потом гурне Алексисино лице у упаљени камин. У „Јадно незахвални мушкарци”, Алексисино лице је прекривено завојима и она не може говорити, а једини који исказују било какво интересовање за њу су Адам и Џеф Колби. Џеф нуди Алексис да се опорави код куће, али Адам је убеди да остане под његовом бригом у болници. Пре него што је Алексис послана на операцију обнове лица, Адам даје медицинској сестри слику коју ће користити као узор. У епизоди „Колико дволичан можеш бити”, завоји се скидају и Алексисино лице је обликовано налик Фалонином. Адам открива Алексисино ново лице на маскенбалу у епизоди „Живот је маскенбал”, али Алексис доживљава шок и ужас целе породице, нарочито Фалон. У епизоди „Ова моја болест”, Алексис је ужаснута чињеницом да је Адам разлог зашто сада има Фалонино лице. Алексис се мири са ћерком пре него што је отпутовала у Европу да би добила потпуно ново лице. Алексис моли Фалон да не каже Адаму да је напустила државу, а такође је упозорава да је Адам опасан.

#### Трећа сезона
Алексис се вратила у Атланту да сведочи против Блејка у епизоди „Сензационално суђење Блејку Карингтону”, након удаје за Џефа Колбија. У епизоди „Кавијар, верујем, није изгорео” она сведочи да је видела да је Блејк убио Мека, али Фалон успева да докаже да Алексис лаже. Џефова мајка Доминик Деверо је посебно узнемирена због Алексисиног и Џефовог брака и сукобљава се са Алексис. Касније се Доминик јавно сруши низ степенице суда и изгледа као да ју је Алексис гурнула. Алексис потврђује своју посвећеност да помогне Џефу да уништи Блејка. У епизоди „Које јаде ти утапаш?”, Алексис сазнаје да Кристал истражује Маркову смрт, па покуша да узме пиштољ којим је упуцала Марка. Схвативши да Мек није убио Марка, Кристал се суочава са Алексис. Након Алексисиног признања, оне су се потукле у језерцету. У епизоди „Рана која можда никад неће зацелити”, Алексис манипулише Адамом да помогне Џефу и њој у завери против Блејка и убеди Адама да пред камером призна да је отровао Џефа као начин да се Адам додвори Џефу. Алексис и Џеф користе уцену како би форсирали продају Карингтон Атлантика. Бесна што је Алексис изазвала њен побачај, Кристал унајмљује плаћеног убицу да убије Алексис у епизоди „Видиш већину ствари црно-бело”, али Алексис избегне смрт у епизоди „Та зла маћеха”, када је бомба постављена под погрешан аутомобил. У епизоди „На дрвету”, Алексис присиљава Адама да помогне болесном Џефу набавком експерименталних лекова који још нису одобрени за Џефово стање. Џеф одбија било какву помоћ од Адама, тако да му Алексис даје лекове без његовог знања. Џеф пада у несвест. Адам и Алексис кују план да украду јетру донора за Џефа у епизоди „Да ли је следећа операција на рачун куће?”, али безуспешно. У епизоди „Робин Худ спашава”, Фалон је тужена због лошег савета који је Алексис дала у свом подкасту, али њих две откривају да је то превара. Алексис проналази Џефа у кревету са Миом у епизоди „Мој мамурлук је стигао” и он тражи развод. Алексис покушава да натера Џефа да мисли да је Миа проститутка, али он схвата да је то лаж. Алексис признаје своја осећања према Џефу и они воде љубав.